# Joseph von Eybler
Joseph Leopold Edler von Eybler, född 8 februari 1765 Schwechat utanför Wien, död 24 juli 1846 i Wien, var en österrikisk tonsättare, känd mer för sin vänskap med Mozart än för sin egen musik.

## Biografi
Eyblers far var lärare och kördirigent och vän till Joseph Haydns familj och Joseph von Eybler studerade musik för fadern innan han började i katedralskolan i Stefansdomen i Wien. Han studerade för komposition för Johann Georg Albrechtsberger, som ansåg att von Eybler var den största musikaliska begåvningen i Wien efter Wolfgang Amadeus Mozart, men också för Antonio Salieri och Haydn. Han fick lovord av Haydn som var hans vän, avlägsna släkting och beskyddare. Han studerade också sång, orgel, viola och valthorn.
Eybler var kördirigent i Karmeliterkyrkan i Wien 1792–1794 och flyttade då till Schottenkloster där han stannade till 1824. Han var också musiklärare vid hovet från 1801, var vice hovkapellmästare 1804–1824 och hovkapellmästare 1824–1833.
Joseph von Eybler invaldes den 27 maj 1829 som utländsk ledamot nr. 61 av Kungliga Musikaliska Akademien.

## Vänskapen med Mozart
Genom Joseph Haydn mötte Eybler Mozart som gav honom lektioner och anförtrodde honom instuderingen av operan Così fan tutte och Eybler dirigerade också några föreställningar.
Den 30 maj 1790 skrev Mozart ett intyg till von Eybler:
| ” | ”Ich Endesgefertigter bescheinige hiermit, daß ich Vorzeiger dieses, Herrn Joseph Eybler, als einen würdigen Schüler seines berühmten Meisters Albrechtsberger, als einen gründlichen Componisten, sowohl in Kammer- als Kirchenstyl gleich geschickten, in der Setzkunst ganz erfahrnen, auch vollkommenen Orgel- und Klavierspieler, kurz als einen jungen Musiker befunden habe, wo es nur zu bedauern ist, daß seinesgleichen so selten ist.” Jag, undertecknaren, intygar härmed att bäraren av detta; Herr Joseph Eybler är en värdig elev till sin berömde lärare Albrechtsberger, en skicklig tonsättare, i både kammarmusik och kyrkomusik väl skickad, erfaren i satslära, även en fulländad orgel- och klaverspelare, kort sagt en ung musiker som man bara kan beklaga att dess like sällan finns. | „ |

Mozart och Eybler förblev vänner hela livet. Eybler skrev: ”Jag hade lyckan att vara hans vän ända till slutet. Jag bar honom, hjälpte honom till sängs och skötte om honom under hans sista smärtsamma sjukdom.”
Efter Mozarts död bad änkan Constanze Eybler att fullborda det requiem Mozart höll på att skriva. Eybler försökte, men kunde inte fullgöra uppdraget, möjligen av respekt för sin väns musik. Det blev istället Franz Xaver Süßmayr som fullbordade requiet.
Eybler drabbades av slaganfall under ett framträdande med Mozarts Requiem 1833 och kunde inte längre fullgöra sina plikter vid hovet. Som uppskattning för sina insatser adlades han 1835 och kallade sig därefter Joseph Leopold, Edler von Eybler.

## Verk
Eyblers verklista består huvudsakligen av sakral musik såsom oratorier, mässor, kantater, offertorier, gradualer, och hans requiem, beställt av kejsarinnan Maria Teresa, 1803. Bland övriga verk finns en opera, kammarmusik, och lieder.
Klarinettkonserten skrevs troligen till "Mozarts" klarinettist Anton Stadler.
- HV 1 – Missa Sancti Hermani i C-dur
- HV 2 – Missa Sancti Michaelis i C-dur
- HV 3 – Missa Sancti Ludovici i C-dur
- HV 4 – Missa Sancti Mauritii i C-dur
- HV 5 – Missa Coronationis Ferdinandi V Regis Hungariae i C-dur
- HV 6 – Missa Sancti Alberti i C-dur
- HV 7 – Missa i C-dur
- HV 8 – Missa Sancti Bennonis i c-moll
- HV 9 – Missa Sancti Caroli i c-moll
- HV 10 – Missa Sancti Joannis i c-moll
- HV 11 – Missa Sancti Wolfgangi i d-moll
- HV 12 – Missa Sancti Leopoldi i d-moll
- HV 13 – Missa Sancti Ignatii i Ess-dur
- HV 14 – Missa Sanctae Andreae i Ess-dur
- HV 15 – Missa Sanctorum Apostolorum i Ess-dur
- HV 16 – Missa Sancti Clementis i E-dur
- HV 17 – Missa Sancti Josephi i F-dur
- HV 18 – Missa Sancti Maximiliani i F-dur
- HV 19 – Missa Sancti Rudolphi i F-dur
- HV 20 – Missa Sancti Raineri i F-dur
- HV 21 – Missa Sancti Sigismundi i F-dur
- HV 22 – Missa Sanctae Eleonorae i G-dur
- HV 23 – Missa Sancti Georgii i G-dur
- HV 24 – Missa Sanctae Sophiae i G-dur
- HV 25 – Missa pro Sabbato Sancto i G-dur
- HV 26 – Missa Sancti Ferdinandi i g-moll
- HV 27 – Missa Sancti Thaddaei i Ass-dur
- HV 28 – Missa Sanctae Elisabethae i a-moll
- HV 29 – Missa Sanctae Theresiae i Bb-dur
- HV 30 – Missa Sancti Francisci i Bb-dur
- HV 31 – Missa Sancti Theodori i Bb-dur
- HV 32 – Missa Sancti Antonii i Bb-dur
- HV 33 – Missa Sanctae Annae i Bb-dur
- HV 34 – Gloria och Incarnatus till Michael Haydns Missa i d-moll
- HV 35 – Kyrie ad Missam i Coena Domini i e-moll
- HV 36 – Sanctus i C-dur
- HV 37 – Requiem i c-moll
- HV 38 – Graduale: Quem tuus amor ebriat i C-dur
- HV 39 – Graduale: Cantate Domino i C-dur
- HV 40 – Graduale: Omnes de Saba venient i C-dur
- HV 41 – Graduale: Sperate i Deo omnis i C-dur
- HV 42 – Graduale: Domine Deus omnium creator i C-dur
- HV 43 – Graduale: Unam petii i C-dur
- HV 44 – Graduale: Per te Dei Genitrix i C-dur
- HV 45 – Graduale: Lauda Sion salvatorem i C-dur
- HV 46 – Graduale: Os justi meditabitur sapientiam i c-moll
- HV 47 – Graduale: Nocte surgentes vigilemus omnes i D-dur
- HV 48 – Graduale: Ecce sacerdos magnus i D-dur
- HV 49 – Graduale: Te summe Jesu fontem amoris i D-dur
- HV 50 – Graduale: Tua est potentia i Ess-dur
- HV 51 – Graduale: Omni die dic Mariae laudes i Ess-dur
- HV 52 – Graduale: Pater noster i Ess-dur
- HV 53 – Graduale: Specie tua i F-dur
- HV 54 – Graduale: Christus factus est pro nobis i F-dur
- HV 55 – Graduale: Benedicam Dominum i omni tempore i F-dur
- HV 56 – Graduale: Non i multitudine est virtus tua Domine i F-dur
- HV 57 – Graduale: Alma redemptoris Mater i G-dur
- HV 58 – Graduale: Victimae paschali laudes i G-dur
- HV 59 – Graduale: Beata gens cuius est Deus i G-dur
- HV 60 – Graduale: Peccata dimittis i G-dur
- HV 61 – Graduale: Dies sanctificatus illuxit nobis i G-dur
- HV 62 – Graduale: Dominus i Sina i sancto i G-dur
- HV 63 – Graduale: Tu Domine Pater noster i G-dur
- HV 64 – Graduale: Benedictus es i Ass-dur
- HV 65 – Graduale: Ave Maria gratia plena i A-dur
- HV 66 – Graduale: Cantate Domino i A-dur
- HV 67 – Graduale: Magnificate Dominum mecum i Bb-dur
- HV 68 – Graduale: Exaltate Dominum Deum i Bb-dur
- HV 69 – Graduale: Iste est qui ante Deum i Bb-dur
- HV 70 – Graduale: Justus ut palma florebit i Bb-dur
- HV 71 – Graduale: Bone Deus amor Deus i Bb-dur
- HV 72 – Graduale: Populum humilem salvum i Bb-dur
- HV 73 – Graduale: Alleluia confitemini Domino i Bb-dur
- HV 74 – Graduale: Reges Tharsis et Saba i D-dur
- HV 75 – Graduale: Domine cor mundum (ifrågasatt)
- HV 76 – Offertorium: Nos populus tuus i C-dur
- HV 77 – Offertorium: Jubilate Deo i C-dur
- HV 78 – Offertorium: Tui sunt coeli et tua est terra i C-dur
- HV 79 – Offertorium: Confirma hoc Deus i C-dur
- HV 80 – Offertorium: Ascendit Deus i C-dur
- HV 81 – Offertorium: Tres sunt qui testimonium i C-dur
- HV 82 – Offertorium: Audite vocem magnam dicentem i C-dur
- HV 83 – Offertorium: Surrexit vere tumulo i C-dur
- HV 84 – Offertorium i C-dur (text missing)
- HV 85 – Offertorium: Terra tremuit et quievit i c-moll
- HV 86 – Offertorium: Si consistent adversum me castra i c-moll
- HV 87 – Offertorium: Timebunt gentes nomen tuum Domine i c-moll
- HV 88 – Offertorium: Domine si observaveris iniquitates i c-moll
- HV 88 – Offertorium: Haec est dies qua candida i D-dur
- HV 90 – Offertorium: Summe Deus te semper laudum i D-dur
- HV 91 – Offertorium: Jubilate Deo omnis terra i D-dur
- HV 92 – Offertorium: Fremit mare cum furore i d-moll
- HV 92 – Offertorium: Laus sit Deo i excelsis i D-dur
- HV 94 – Offertorium: Tremit mare i d-moll
- HV 95 – Offertorium: Lux est orta i Ess-dur
- HV 96 – Offertorium: Ad te o summa bonitas i Ess-dur
- HV 97 – Offertorium: Levavi oculos meos i E-dur
- HV 98 – Offertorium: Ad te levavi animam meam i F-dur
- HV 99 – Offertorium: Confitebor Domino i F-dur
- HV 100 – Offertorium: O Maria virgo pia i G-dur
- HV 101 – Offertorium: Domine Deus salutis meae i G-dur
- HV 102 – Offertorium: Lauda Sion salvatorem i G-dur
- HV 103 – Offertorium: Tecum principium i die virtutis tuae i G-dur
- HV 104 – Offertorium: Levavi i montes oculos meos i g-moll
- HV 105 – Offertorium: Confitebor tibi Domine i A-dur
- HV 106 – Offertorium: Laudate pueri Dominum i Bb-dur
- HV 107 – Offertorium: Reges Tharsis et insulae munera i Bb-dur
- HV 108 – Offertorium: Magna et mirabilia sunt opera i Bb-dur
- HV 109 – Offertorium: Emitte spiritum tuum i Bb-dur
- HV 110 – Antifon: Regina coeli laetare i C-dur
- HV 111 – Antifon: Regina coeli laetare i D-dur
- HV 112 – Antifon: Salve Regina i F-dur
- HV 113 – Antifon: Salve Regina i G-dur
- HV 114 – Te Deum i C-dur (1807)
- HV 115 – Te Deum i C-dur (1814)
- HV 116 – Te Deum i C-dur (1824)
- HV 117 – Te Deum i C-dur
- HV 118 – Te Deum i D-dur (1800)
- HV 119 – Te Deum i D-dur (1819)
- HV 120 – Te Deum i Bb-dur
- HV 121 – Hymn: Veni sancte spiritus i C-dur
- HV 122 – Hymn: Alleluia i C-dur
- HV 123 – Hymn: Tristes erant apostoli i c-moll
- HV 124 – Hymn: Iste confessor i d-moll
- HV 125 – Hymn: Ecce quo modo moritur justus i F-dur
- HV 126 – Hymn: Coelestis urbs Jerusalem i F-dur
- HV 127 – Hymn: Exultet orbis gaudiis i F-dur
- HV 128 – Hymn: Tantum ergo i F-dur
- HV 129 – Hymn: Veni sancte spiritus i G-dur
- HV 130 – Hymn: Jesu nostra redemptio i G-dur
- HV 131 – Hymn: Asperges me Domine
- HV 132 – De profundis clamavi i g-moll
- HV 133 – Laudate Dominum i a-moll
- HV 134 – Miserere i d-moll
- HV 135 – Litaniae i F-dur
- HV 136 – Tibi aeterno Deo haec cantica i G-dur
- HV 137 – Die vier letzten Dinge
- HV 138 – Die Hirten bei der krippe zu Bethlehem
- HV 139 – Dich Schöpfer sanfter Harmonie
- HV 140 – Il sacrifizio
- HV 141 – Die Macht der Tonkunst
- HV 142 – Der Zauberschwert
- HV 143 – Overture to Der Zauberschwert för piano i Bb-dur
- HV 144 – Lied: Ein Weibchen das den ganzen Tag i C-dur
- HV 145 – Lied: Es liebt sich so traulich i Ess-dur
- HV 146 – Lied: Ich bin i den Blühmond der Rosen i F-dur
- HV 147 – Lied: Von Millionen eine allein i g-moll
- HV 148 – Lied: Ich will nichts von Liebe wissen i G-dur
- HV 149 – Lied: Sogleich empfand ich beym Erblicken i Bb-dur
- HV 150 – Lied: Von der treue Arm umwunden i e-moll
- HV 151 – Scena ed aria till Coriolan
- HV 152 – Scena ed quartetto till Coriolan
- HV 153 – Vanne torna altro... Combattero da forte i D-dur
- HV 154 – Dov'è la sposa mia... Svenami pur i Ess-dur
- HV 155 – Sposa d'Emireno tu sei... L'ombra incerta i Ess-dur
- HV 156 – Die Familie des T.C. Gracchus
- HV 157 – Ouvertyr i c-moll, op. 8
- HV 158 – Symfoni i C-dur
- HV 159 – Symfoni i D-dur
- HV 160 – Klarinettkonsert i Bb-dur
- HV 161 – Divertimento für die Faschingsdienstag i D-dur
- HV 162 – 12 menuetter med trior för orkester
- HV 163 – 12 menuetter med trior för orkester
- HV 164 – 12 menuetter för orkester
- HV 165 – 12 menuetter med trior för orkester
- HV 166 – 12 menuetter med trior för orkester
- HV 167 – 12 menuetter för orkester
- HV 168 – 8 menuetter med trior för orkester
- HV 169 – 8 menuetter med trior för orkester
- HV 170 – 7 menuetter med trior för orkester
- HV 171 – 5 menuetter med trior för orkester (2 försvunna)
- HV 172 – 13 tyska danser för orkester
- HV 173 – 12 tyska danser för orkester
- HV 174 – 12 tyska danser med trior för orkester (försvunna)
- HV 175 – 12 tyska danser för orkester (försvunna)
- HV 176 – 8 tyska danser med trior för orkester
- HV 177 – Contredanze con 6 alternativi för orkester
- HV 178 – 3 kontradanser för orkester
- HV 179 – Eccossè con 6 alternativi för orkester
- HV 180 – Danser för orkester
- HV 181 – Polonäs för orkester i C-dur
- HV 182 – Stråksextett i D-dur
- HV 183 – Stråkkvintett op. 5 i Ess-dur
- HV 184 – Viola d'amorekvintett i D-dur
- HV 185 – Viola d'amorekvintett i D-dur
- HV 186 – Stråkkvintett i D-dur
- HV 187 – Stråkkvintett op. 6 nr. 2 i A-dur
- HV 188 – Stråkkvintett op. 6 nr. 1 i Bb-dur
- HV 189 – Flöjtkvintett i D-dur
- HV 190 – Stråkkvartett op. 1 nr. 1 i D-dur
- HV 191 – Stråkkvartett op. 1 nr. 2 i c-moll
- HV 192 – Stråkkvartett op. 1 nr. 3 i Bb-dur
- HV 193 – Stråkkvartett op. 10 nr. 1 i Ess-dur
- HV 193a – Stråkkvartett op. 2 i Ess-dur
- HV 194 – Stråkkvartett op. 10 nr. 2 i A-dur
- HV 194a – Stråkkvartett op. 3 i A-dur
- HV 195 – Stråkkvartett op. 10 nr. 3 i C-dur
- HV 195a – Stråkkvartett op. 4 i C-dur
- HV 196 – Variationer "Augustin" för stråkkvartett i G-dur
- HV 197 – Stråktrio op. 2 i C-dur
- HV 198 – Pianotrio op. 4 i Ess-dur
- HV 199 – Sonat för piano och violin op. 9 nr. 1 i C-dur
- HV 200 – Sonat för piano och violin op. 9 nr. 2 i F-dur
- HV 201 – Sonat för piano och violin op. 9 nr. 3 i Bb-dur
- HV 202 – Sonat för piano och violin i Ess-dur
- HV 203 – Sonat för 2 celli op. 7 nr. 1 i G-dur
- HV 204 – Sonat för 2 celli op. 7 nr. 2 i d-moll
- HV 205 – 12 menuetter för piano
- HV 206 – 12 tyska danser med trior för piano
- HV 207 – 12 tyska danser med trior för piano
- HV 208 – 12 menuetter med trior för piano
- HV 209 – 12 tyska danser för piano
- HV 210 – 8 tyska danser med trior för piano
- HV 211 – 12 danser för piano
- HV 212 – 9 danser för piano "Alexander's Favorit"
- HV 213 – 10 variationer för piano i F-dur
- HV 214 – 12 variationer för piano i A-dur
- HV 215 – 12 variationer för piano
- HV 216 – 3 marscher för piano
- HV 217 – 12 lieder
- HV 218 – Lied: Auf Weihnacht i E-dur
- HV 219 – Lied: Klagtöne i Ass-dur
- HV 220 – Lied: Das Wohltun (försvunnen)
- HV 221 – Lied: Von allen Sterblichen auf Erden (försvunnen)
- HV 222 – Studier för röst och continuo
- HV 223 – Lied: Getröstetes Heimweh i E-dur
- HV 224 – Lied: Danklied an Gott i E-dur
- HV 225 – Lied: Ich will vertrauen i F-dur
- HV 226 – Auf Brüder auf i Bb-dur
- HV 227 – Des Volkes Wunsch i C-dur
- HV 228 – Kanon: Frau Mutter schönen Namenstag i G-dur
- HV 229 – Kanon: Des Lebens sich zu freuen i Bb-dur
- HV 230 – Kanon: Wann i a Räuscherl hab i Bb-dur
- HV 231 – Kanon: Wohin du reisest, sei glücklich
- HV 232 – Koral: Hymne an Gott i E-dur
- HV 233 – Koral: Abendlied an einen Freund i a-moll
- HV 234 – Koral: Leichengesang i Ass-dur
- HV 235 – Ode an Joseph Haydn vom Fräulein Gabriele von Baumberg i C-dur
- HV 236 – Ode an Joseph Haydn vom Fräulein Gabriele von Baumberg i a-moll
- HV 237 – Koral: Freimaurerkantate i F-dur
- HV 238 – Koral: Aus dem blühenden Vereine (fragment)
- HV 239 – Koral: Zufriedenheit mit Wenigen i Bb-dur
- HV 240 – Es töne dann i rascher Saiten Sturme i D-dur
- HV 241 – Arrangement av Mozarts requiem i d-moll
- HV 242 – Arrangement av Haydns Gott erhalte Franz den Kaiser för orkester i G-dur
- HV 243 – Koral efter Haydn's Schöpfung (försvunnen)
- HV 244 – Arrangement of Pergolesis Stabat Mater i f-moll
- HV 245 – Arrangement av Weigls overture to Nachtigal und Rabe för piano i F-dur
- HV 246 – Skisser till ett Kyrie och ett Gloria till en mässa
- HV 247 – Mytologisk balett i Ess-dur (fragment)
- HV 248 – Stråktrio i Ess-dur (fragment)
- HV 249 – Koral: Laßt uns ihr Brüder i F-dur (fragment)
- HV 250 – Koral: Der Wanderer i C-dur (fragment)